# キウージ
キウージ（伊: Chiusi）は、イタリア共和国トスカーナ州シエーナ県にある、人口約8,200人の基礎自治体（コムーネ）。
ラテン語でクルシウムと呼ばれた、古代エトルリア人の都市を起源とする。

## 名称
現代のイタリア語以外の言語では、以下の名称を持つ。
- エトルリア語: Clevsin
- ウンブリア語: Camars
- 古代ギリシア語: Κλύσιον, Klysion
- ラテン語: Clusium（クルシウム）

## 地理

### 位置・広がり
シエーナ県南東部のコムーネ。ペルージャから南西へ38km、県都シエーナから南東へ60km、州都フィレンツェから南東へ101km、首都ローマから北北西へ132kmの距離にある。

#### 隣接コムーネ
隣接するコムーネは以下の通り。括弧内のPGはペルージャ県所属を示す。
- カスティリオーネ・デル・ラーゴ (PG)
- チェトーナ
- キアンチャーノ・テルメ
- チッタ・デッラ・ピエーヴェ (PG)
- モンテプルチャーノ
- サルテアーノ

### 気候分類・地震分類
キウージにおけるイタリアの気候分類 (it) および度日は、zona D, 2022 GGである。
また、イタリアの地震リスク階級 (it) では、zona 3 (sismicità bassa) に分類される。

## 歴史
クルシウムの王ラルス・ポルセンナは、紀元前508年頃に古代ローマと戦ったとされる（ローマ・エトルリア戦争、ローマ包囲戦 (紀元前508年)も参照）。

## 行政

### 分離集落
キウージには、以下の分離集落（フラツィオーネ）がある。
- Chiusi Scalo, Montallese, Macciano, Querce al Pino

## 姉妹都市
- アンドレジュー＝ブテオン（フランス語版）、フランス
- ノイ＝イーゼンブルク、ドイツ